# Myopus schisticolor
Myopus schisticolor (лісовий лемінг) — вид гризунів родини Хом'якові (Cricetidae).

## Поширення
Країни поширення: Китай, Фінляндія, Монголія, Норвегія, Росія, Швеція. Проживає на висотах від 600 до 2450 м.

## Середовище проживання та екологія
Мешкає у старих ялинових лісах і тайзі, де розмноження має тенденцію відбуватися в районах з рясними мохами, які забезпечують критичне джерело їжі взимку. Влітку використовуються болотисті місцевості в лісах і соснові болота з високим чагарником; у роки високої щільності населення використовує для проживання сухі ліси і навіть суцільні рубки. Травоїдна тварина, харчується мохом. Веде нічний спосіб життя.

## Фізичні характеристики
Довжина тіла 80–125 мм, хвіст 12–20 мм, довжина задньої ступні 15–17 мм, довжини вуха 8–12 мм, вага від 20 до 45 грамів. Тварина майже монохромно сіра, дорослі мають іржаву зону на задній частині спини. Підошви задніх лап голі.

## Відтворення
Відтворення часто починається вже взимку. Самиці народжують зазвичай двічі на рік, іноді тричі по 3–7 дитинчат. Самиці стають статевозрілими за час від 22 до 40 днів, самці значно пізніше, принаймні за 44 днів. Тривалість життя рідко перевищує 12 місяців.

## Загрози та охорона
Немає серйозних загроз для цього виду. Зустрічається в природоохоронних територіях.

## Ресурси Інтернету
- Henttonen, H. 2008. Myopus schisticolor [Архівовано 5 грудня 2013 у Wayback Machine.]
- Ronald M. Nowak Walker's Mammals of the World, JHU Press, 1999

| Панда | Це незавершена стаття з теріології. Ви можете допомогти проєкту, виправивши або дописавши її. |